# John Bunch
John Bunch (Tipton, 1 december 1921 - Manhattan, 30 maart 2010) was een Amerikaanse jazzpianist.

## Biografie
Bunch groeide op in Tipton en studeerde piano bij de jazzpianist George Johnson. Op 14-jarige leeftijd speelde hij al met bands van volwassenen in centraal-Indiana.
Tijdens de Tweede Wereldoorlog werd hij bij het Air Corps als piloot van een bommenwerper op een B-17 Flying Fortress-machine ingezet. Hij en zijn uit tien man bestaande crew werden ingezet voor bomaanvallen boven Duitsland. Zijn vliegtuig werd in november 1944 neergehaald en John Bunch raakte in Duitse gevangenschap. Na de oorlog wilde hij beginnen met een muziekstudie, maar die werd afgewezen. Aan de Indiana University studeerde Bunch dan als hoofdvak taalwetenschappen.
In 1950 voltooide hij zijn studie en werkte hij daarna in fabrieken en als verzekeringsagent. In 1956 ging hij naar Los Angeles, waar hij in het toenmalige jazzcircuit opname en erkenning vond. Bunch speelde aanvankelijk bij Georgie Auld en Jimmy Rowles, die hem later aanprees bij Woody Herman. In 1958 verhuisde John Bunch naar New York, waar hij speelde bij Eddie Condon en in de bopformaties van Maynard Ferguson (1958) en Urbie Green (1959). Hij nam tijdens deze periode op met Ferguson, speelde met andere kleine bands als Carmen Leggio en in 1960 met een eigen trio met Rolf Kühn. In 1961 werkte hij bij Buddy Rich, daarna bij Gene Krupa tot 1964, maar gelijktijdig ook met Zoot Sims en Al Cohn (1961/1962). Ook werkte hij met Benny Goodman een tournee af in de Sovjet-Unie, waarover hij later verslag uitbracht in To Russia with Jazz en toerde hij in 1963 met zijn eigen formatie door de Verenigde Staten en Mexico.
Van 1966 tot 1972 werkte Bunch voor Tony Bennett als pianist en muzikaal leider. Tijdens de jaren 1970 werkte hij bovendien bij Bennie Goodman. Midden jaren 1970 nam hij de eerste platen op onder zijn eigen naam, waaronder een gerespecteerd album met composities van Kurt Weill. Tijdens de jaren 1980 en 1990 speelde hij vaak onder begeleiding van Scott Hamilton en Warren Vaché jr.. Daarnaast had hij eigen trio-formaties, waarmee hij platen opnam met het in 1989 opgerichte New York Swing Trio met Bucky Pizzarelli en Jay Leonhart, maar ook met Britse muzikanten, aangezien hij sinds de jaren 1990 voor een langere periode verbleef in het Verenigd Koninkrijk.
Ondanks zijn vergevorderde leeftijd was John Bunch tot het laatste muzikaal actief. Zo trad hij in 2006 op tijdens het Edinburgh Jazz & Blues Festival met zijn kwartet.

## Overlijden
John Bunch overleed in maart 2010 op 88-jarige leeftijd.

## Discografie
- 1975: John's Bunch (Famous Door)
- 1975: John Bunch Plays Kurt Weill, (Chiaroscuro Records, 1991)
- 1996: Solo (Arbors Records)
- 2002: A Special Alliance (Arbors Records)

als sideman
- 1958: Woody Herman: Woody Herman '58 (Verve Records)
- 1958: Maynard Ferguson: The Complete Roulette Recordings of the Maynard Ferguson Orchestra, 1958–1962 (10-cdbox, Mosaic Records, 1994); Bunch op cd 1
- 1959: Buddy Rich/Max Roach: Rich Versus Roach (Mercury Records)
- 1962: Gene Krupa/Buddy Rich: Burnin’ Beat (Verve Records)
- 1962: Benny Goodman: Benny Goodman in Moscow (RCA Victor)
- 1967: Tony Bennett: Tony Makes It Happen! (Columbia Records)
- 1968: Al Cohn/Zoot Sims: Easy as Pie, Live at the Left Bank-Serie (Label M, 2000)
- 1977: Scott Hamilton: Swinging Young Scott (Famous Door)
- 1982: Warren Vaché: Midtown Jazz (Concord Jazz)